# アドミラール・コルニーロフ (軽巡洋艦・初代)
アドミラール・コルニーロフ(ロシア語:Адмирал Корниловアドミラール・カルニーラフ)は、ロシア帝国において開発された軽巡洋艦(Легкий Крейсер)である。艦名は「コルニーロフ海軍大将」という意味で、クリミヤ戦争で活躍したヴラジーミル・アレクセーエヴィチ・コルニーロフに由来する。

## 艦歴

### 建造
1915年11月11日に、ウクライナのニコラーエフ(ムィコラーイウ)のロシア造船会社(略称:ルッスード；Русского судостроительного общества；Руссуд)において、ロシア帝国海軍黒海艦隊のための軽巡洋艦として起工した。スヴェトラーナ級軽巡洋艦の最終艦となる8番艦で、黒海艦隊向けの同級であるアドミラール・ナヒーモフ級としては4番艦であった。
進水は1916年6月11日に行われたが、第一次世界大戦の間アドミラール・コルニーロフの建造作業は完結せず、ニコラーエフの岸壁に係留されたままになっていた。そして、1917年にはロシア革命とロシア内戦が始まった。
アドミラール・コルニーロフは、二月革命後に臨時政府の管轄下に置かれ、この体制はボリシェヴィキによる十月革命後も変わらなかった。しかし、年内には黒海艦隊のウクライナ人勤務者によってウクライナの国旗が掲げられた。

### 内戦
1917年12月に赤軍がウクライナへ侵攻してウクライナ・ソヴィエト戦争が開始されると、アドミラール・コルニーロフはじめ南部にあった艦艇は赤軍に接収された。翌1918年2月にウクライナ中央ラーダが中央同盟国と同盟して巻き返すと、アドミラール・コルニーロフはウクライナ人民共和国軍に接収された。4月29日にはウクライナ人民共和国にかわってウクライナ国が建国され、アドミラール・コルニーロフはウクライナ国海軍に編入された。
ウクライナ国時代、ウクライナではドイツの協力のもと艦艇の建造や修繕作業が行われた。しかし、中央同盟国の降伏により後ろ盾を失ったウクライナ国ヘーチマン政権は急速にその力を失い、12月にはドィレクトーリヤ勢力によって放逐された。南部にあった艦艇は、その後南ロシア軍や赤軍に接収された。
1919年1月27日にはウクライナ人民共和国の「ウクライナ化」政策の一環として海軍艦艇にウクライナ名が与えられたが、アドミラール・コルニーロフにはウクライナ最大の愛国的詩人の名に因み、タラース・シェウチェーンコ(Тарас Шевченкоタラース・シェウチェーンコ)という名称が与えられた。
最終的に、未完成であったアドミラール・コルニーロフはロシア軍によって海外へ持ち去られることもなく、赤軍の手中に収まったまま終戦を迎えた。

### 最期
内戦によって国家の経済体制は大きく損なわれたが、それに加えてソヴィエト政府の指導者の何人かが海軍を嫌っていたことは、内戦で打撃を受けた艦隊の復興へマイナスの影響を及ぼした。
建造されていた8 隻のスヴェトラーナ級軽巡洋艦の内、僅か2 隻だけが同級として、またもう2 隻が大幅な改設計を行ったうえで完成されることが決定された。残る4 隻の内、バルト海方面にあった2 隻は民間用のディーゼル燃料のタンカーとして完成された。黒海方面にあった残る2 隻のスヴェトラーナ級は、完成されない見通しとなった。
一方、アドミラール・コルニーロフは1922年10月28日には取敢えず再び進水したものの完成には到らず、艦の運命は1927年に解体を以って決した。

## 空母スターリン
一時期、この艦は空母「スターリン」となり、1937年10月4日に進水して1939年に竣工し黒海艦隊に編入されたという話が出回っていた。排水量は9000トンで、搭載機は22機であるとされていた。「スターリン」はイタリア潜水艦に撃沈された、との説もあった。「スターリン」なる空母はもちろん実在したものではない。